# الدكرمان

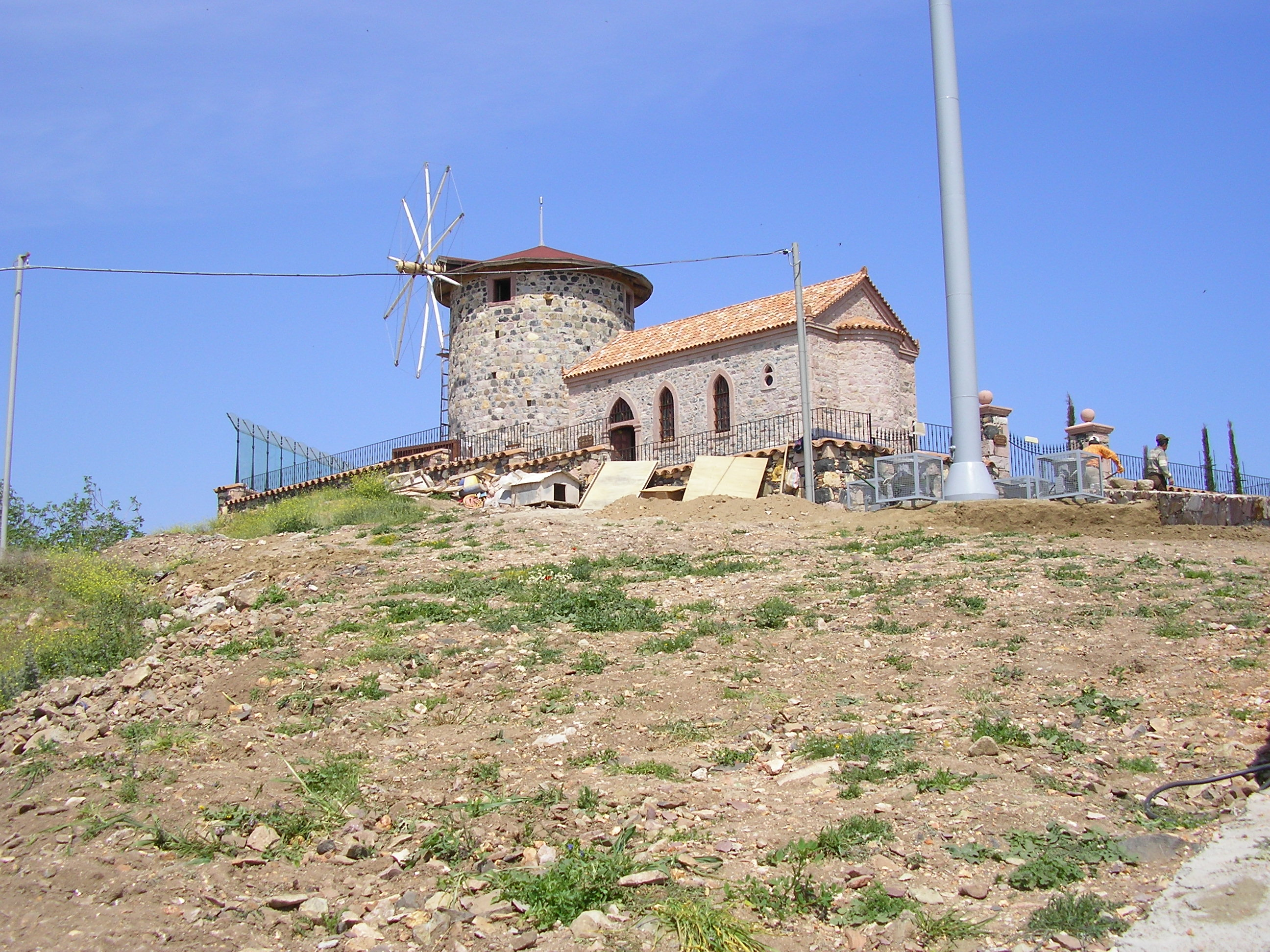
الدكرمان:طاحونة حبوب

الدكرمان (باللغة التركية: Değirmen) وتعني مطحنة الحبوب.
حيث ان هناك منطقة واسعة في الصرافية، سميت بذلك لأن الحكومة على عهد مدحت باشا والي بغداد، كانت قد اتخذت هناك الدكرمان لطحن الحنطة.
يبدوا ان الوالي مدحت باشا شعر بحاجة أهالي بغداد إلى معمل للطحين بعد ان بلغ تعداد سكان بغداد مائة وخمسون ألفاً، هذا ما ذكرته جريدة الزوراء في 16 آذار 1870م، وأضافت الجريدة: ان الحنطة التي تطحن لمأكولات هذا المقدار من النفوس قد انحصرت اما بالرحى التي تدار بالبغال أو باليد، حتى ان اجرة طحن الحنطة تصل إلى ثلث ثمن الحنطة، ولراحة الجميع فالحكومة تشبثت في جلب ماكنة للطحن. فطلب مدحت باشا من أحد المصانع الفرنسية معملاً للطحين بقوة سبعين حصاناً وكان ثمنه ألفي ليرة. ولانشغال فرنسا بحرب السبعين تأخر، وعن وصول المطحنة كان مدحت باشا قد غادر بغداد، وبقي معمل الطحين مهملاً وقد أكله الصدأ على رصيف البصرة. وأخيراً استطاع حسين فوزي باشا قائد الفيلق ان يجلب المعمل المصدوء إلى بغداد، واتخذ له الأبنية اللازمة وجعله يعمل.
فالدكرمان مطحنة الحنطة هذه، والتي كانت موجودة في بغداد وتابعة للحكومة العثمانية ابان حكمهم للعراق، وتدور بواسطة محركات آلية، وتقع في منطقة الصرافية بجانب الرصافة في بغداد، وعلى ساحل نهر دجلة شمال مستشفى المجيدية (مدينة الطب حالياً)، وكانت مخصصة لطحن الحبوب، وقد يشحن بعض الطحين منها إلى مخبز تديره سرية تابعة إلى فوج الأعمال في الجيش العثماني، وهذا المخبز كان يسمى الأكمكخانة لصناعة الخبز لتزويد وحدات الجيش بهذه المادة الغذائية والضرورية. ويقع مخبز الأكمكخانة في شارع المتنبي قرب سوق السراي وفيه عدة افران تنتج مادة الخبز فيها. ويتصل السراي بالقشلة التي تقع في وسطها منارة التحميص خانة، وفوقها نصبت ساعة القشلة، ولا يسمح للقهواتية بتحميص القهوة في أي مكان آخر غيره، وكانت عملية التحميص تجري مقابل رسوم، وتعرف بأُجرة التحميص.